# Gesso (krijt)

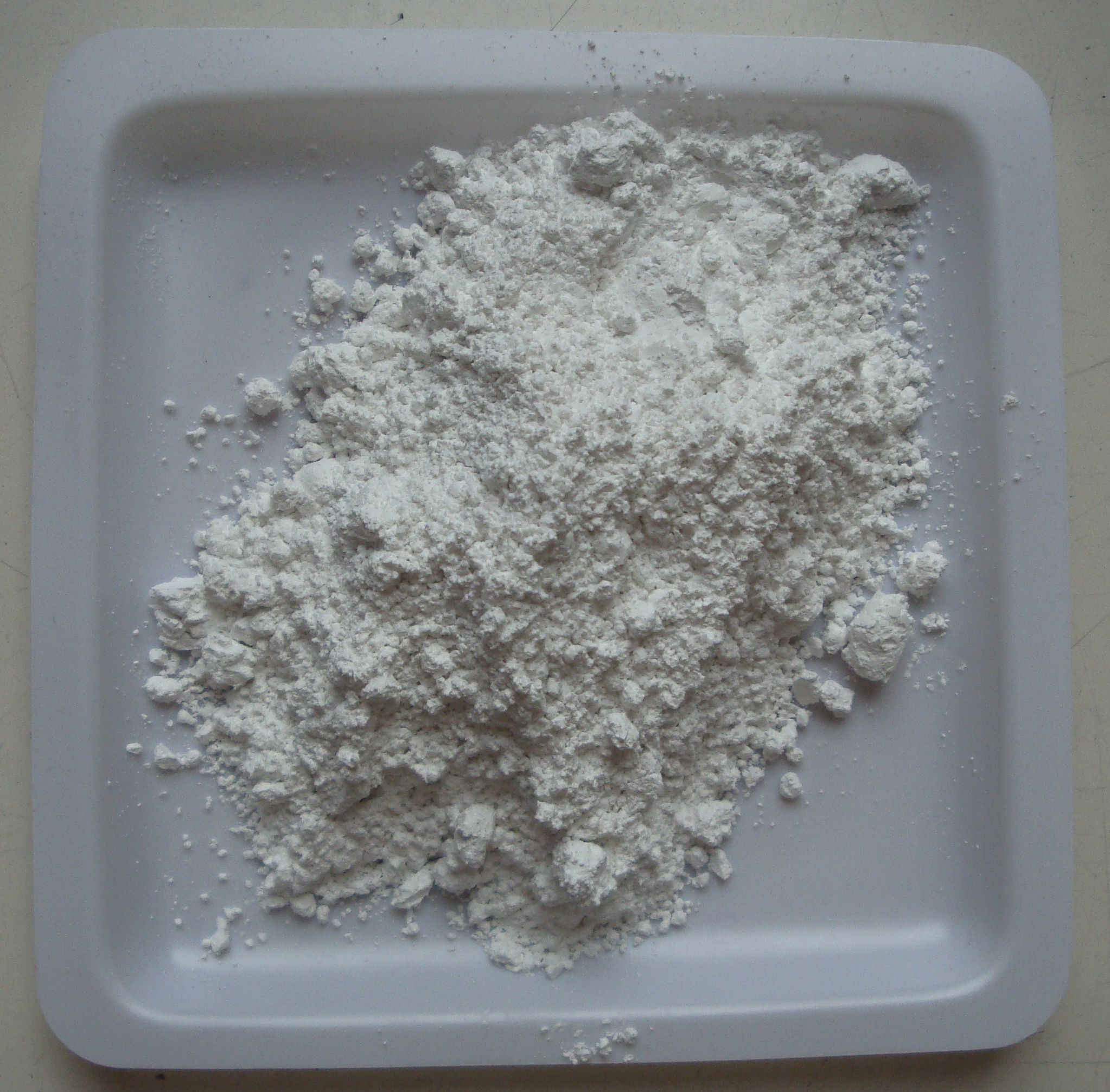
Neergeslagen calciumcarbonaat (krijt)

Gesso is een krijtondergrond die door kunstenaars wordt gebruikt om hout, schildersdoek of ander materiaal te prepareren voor beschildering.
Gesso is Italiaans voor gips. Door het aanbrengen van enkele lagen gesso, gevolgd door fijn schuren, wordt de ondergrond glad en egaal wit gemaakt. Een bijkomend voordeel is dat de volgende verflaag niet in het doek zelf trekt maar er in een dunne film bovenop ligt.
Er bestaan verschillende recepturen voor het aanmaken van gesso. Het oudstbekende recept is van Cennino Cennini en stamt uit ca. 1400. Klassieke recepten gebruiken vaak dierlijke lijm zoals vis- of beenderlijm. De grondering wordt daarbij warm op het doek aangebracht zodat het doek door krimp op spanning komt. Tegenwoordig is gesso ook te koop in potten, klaar voor gebruik.
Moderne witte gesso bestaat vaak uit een acrylaatharsdispersie met titaandioxide.